# Байдарський ВТТ
Байдарський ВТТ (рос. БАЙДАРСКИЙ ИТЛ, Байдарлаг) — підрозділ системи виправно-трудових установ СРСР, оперативне керування якого здійснювало Північне Управління таборів залізничного будівництва ГУЛЖДС.
Час існування: організований 06.05.48;

закритий 29.09.48
Дислокація: Тюменська область, район пристані Новий Порт (Ямальський район).

## Історія
Постановою уряду від 22 квітня 1947 року передбачалося розпочати спорудження «Заполярного Транссибу» і прилеглих до нього портів на сибірських річках і на Обській Губі. МПС (в минулому НКПС) уклало договір з ГУЛАГ МВС про реалізацію даного проєкту. Останнє сформувало Північне Управління таборів залізничного будівництва на чолі з полковником Барабановим, куди увійшли Заполярлаг або «Будівництво № 503», Сєвпечлаг, Березовлаг, Байдарлаг і Обський ВТТ або «Будівництво № 501». Незважаючи на важкі природно-кліматичні умови, стараннями десятків тисяч ув'язнених було відкрито рух на 195-км ділянці між Обською Губою і південним берегом Ямалу до грудня 1948. У той же час рішенням Радміну СРСР від 22 квітня 1947 разом з будівництвом нового морського головного порту і судноремонтного заводу на березі Обської губи передбачалася прокладка туди залізниці з району Воркути від станції Чум Північнопечорської магістралі до селища Лабитнанги на лівому березі Обі.
Байдарлаг був створений для будівництва «східної ділянки залізничної лінії від станції Чум через Обську, Яр-Сале до Нового Порту». Північне управління таборів перекинуло сюди до 2500 ув'язнених. Правда, проіснував табір недовго. Ліквідували його з формулюванням «для оздоровлення фінансів». Країна Рад вирішила тягнути північну залізницю не на півострів Ямал, а до Ігарки, вибравши одну з проток Єнісею для секретної бази підводних човнів.